# جان ادیر
جان ادیر (به انگلیسی: John Adair) سناتور سابق عضو حزب دموکرات-جمهوری‌خواه بود. وی در سال ۱۸۰۵ تا ۱۸۰۶ میلادی سناتور ایالت کنتاکی در سنای ایالات متحده آمریکا بود.